# Río São Domingos
El río São Domingos es un río del oeste de la península ibérica que discurre por los distritos de Lisboa y Leiría, en Portugal. 

## Curso
El São Domingos nace al norte del municipio de Lourinhã y desemboca en el Océano Atlántico, junto al puerto de Peniche. En Atouguia da Baleia, a 5 kilómetros de su desembocadura, se encuentra la presa de São Domingos.